# Thomas Hobson
Pour les articles homonymes, voir Hobson.
Thomas Hobson (1544–1er janvier 1631), parfois appelé « le courrier de Cambridge », est surtout connu pour l'expression « le choix de Hobson ».
Employé de poste de Cambridge, Hobson livrait le courrier sur la ligne Londres - Cambridge et possédait une écurie en dehors des grilles du « St Catharine's College ». Quand ils n'étaient pas requis pour livrer le courrier, les chevaux de Hobson étaient loués aux étudiants et professeurs de l'université.
Hobson se rendit vite compte que ses meilleurs et plus rapides chevaux étaient les plus populaires et donc surmenés. Pour empêcher l'épuisement de ses meilleurs chevaux, Hobson conçut un système de rotation strict, ne permettant au client de prendre que le prochain cheval en ligne. Cette politique, « celui-ci ou aucun », a donné naissance à l'expression de « choix de Hobson », quand un choix apparent n'en est pas un de fait.
Le poète John Milton a popularisé l'homme et l'expression.
Hobson est aussi connu pour sa participation à la construction du « conduit de Hobson (en) », un cours d'eau artificiel construit en 1614 pour pourvoir la cité de Cambridge en eau potable salubre. Hobson était l'un des principaux bienfaiteurs du nouveau conduit. Le conduit de Hobson est connu alternativement comme « Hobson's Brook ».